# 小塔布爾城堡

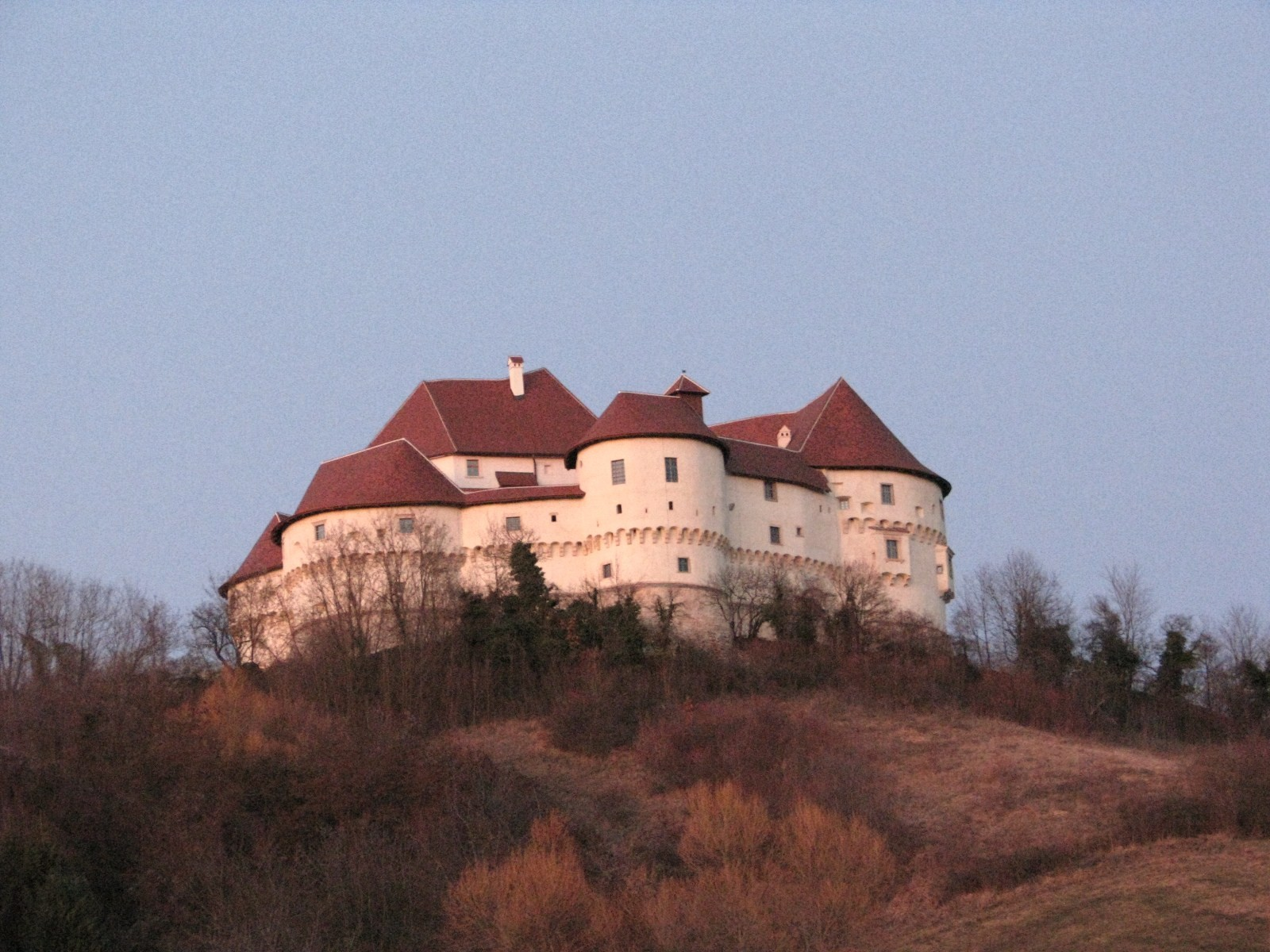
小塔布爾城堡

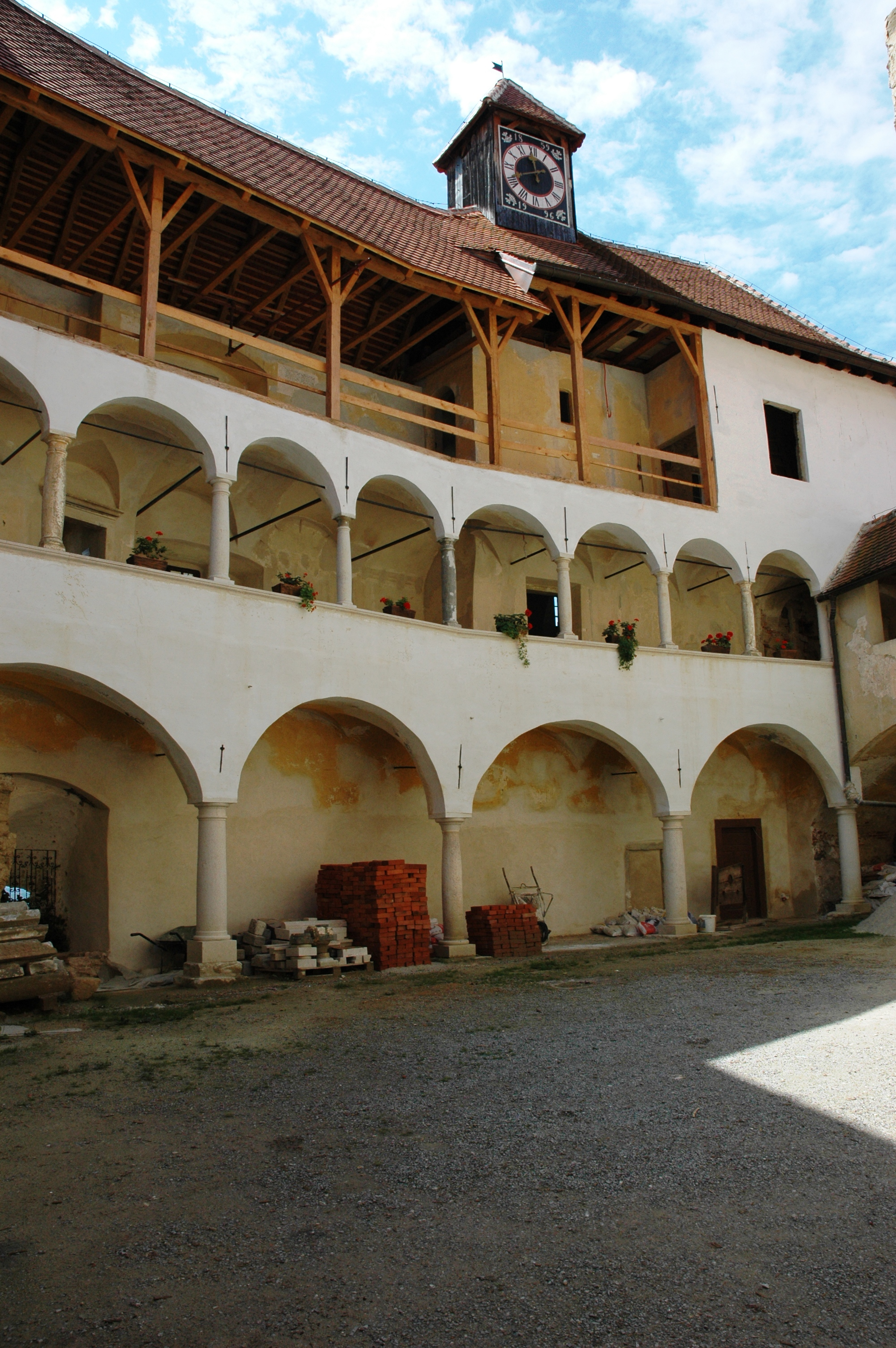
城堡內部

小塔布爾城堡（Veliki Tabor）是位於克羅埃西亞西北部的一座城堡和博物館。這座城堡由匈牙利貴族始建於15世紀，現在的城堡建築則修建於16世紀。自2008年開始，小塔布爾城堡因進行內部裝修工程而一度關閉。2011年，小塔布爾城堡重新開放。

## 外部連結
- Veliki Tabor Castle （页面存档备份，存于）
- Tabor Film Festival （页面存档备份，存于）
- Medievalwall （页面存档备份，存于）

46°09′14″N 15°39′04″E / 46.154°N 15.651°E